# Clemens von Franckenstein

Clemens von Franckenstein

Clemens Erwein Heinrich Karl Bonaventura Freiherr von und zu Franckenstein (* 14. Juli 1875 in Wiesentheid; † 19. August 1942 (andere Angaben: 22. August 1942) in Hechendorf) war ein deutscher Komponist und letzter Generalintendant des königlich bayerischen Hof- und Nationaltheaters.

## Leben
Franckenstein war der Sohn des Karl von und zu Franckenstein (1831–1898) und der Elma Gräfin von Schönborn-Wiesentheid (1841–1884). Sein Bruder war Georg von Franckenstein, k. u. k. Gesandter und Botschafter in London. Er wuchs zwischen Wien und Franken auf und war von frühester Jugend an sehr musikalisch, gefördert von seinem ebenfalls musikalischen Vater.
Von klein auf mit Arthur Schnitzler und Hugo von Hofmannsthal befreundet, studierte er bei Ludwig Thuille in München, später bei Iwan Knorr am Hoch’schen Konservatorium in Frankfurt am Main und schloss dort Freundschaft mit Engelbert Humperdinck sowie mit Stefan George, dessen Lyrik er als Erster vertonte. 1901 unternahm er eine Tournee als Dirigent durch Nordamerika, wurde 1902 Opernkapellmeister in London und folgte 1907 der Berufung als Bühnenleiter ans Wiesbadener Hoftheater, 1908 an die Berliner Hofoper. 1912 übernahm Franckenstein die Leitung der Münchner Hofoper und war 1914–1918 Generalintendant. Diese Position hatte er nochmals 1924–1934 an der nunmehrigen Bayerischen Staatsoper inne und prägte in seiner Amtszeit auch die Münchner Opernfestspiele.
Clemens von Franckenstein war ein zu seiner Zeit durchaus bekannter Opernkomponist, blieb aber vielen Menschen vor allem als Generalintendant des Münchner Hoftheaters bzw. der Bayerischen Staatstheater (Bayerische Staatsoper) in Erinnerung. Dieses Amt des Intendanten, das er als Einziger gleich zweimal innehatte, nämlich von 1912 bis zum Zusammenbruch der bayerischen Monarchie 1918 als letzter königlicher Generalintendant sowie erneut von 1924 bis 1934, brachte ihn mit vielen damals bekannten Persönlichkeiten der Literatur und Musik zusammen. So war er ein intimer Freund von Hugo von Hofmannsthal und Arthur Schnitzler, verkehrte häufig mit Richard Strauss, Max Reinhardt und vielen anderen Künstlern der damaligen Zeit.
Im April 1933 gehörte er zu den Unterzeichnern des Protests der Richard-Wagner-Stadt München gegen Thomas Manns Leiden und Größe Richard Wagners. Zum 1. April 1934 wurde er zwangsweise in den Ruhestand versetzt, was dem NS-Regime durch das Gesetz zur Wiederherstellung des Berufsbeamtentums möglich war. Nachdem seine erste Ehefrau Gertrude Toner 1931 verstorben war, heiratete er 1934 oder 1935 die Sopranistin Maria Nežádal (1897–1967). Als engagierter katholischer Christ und überzeugter Gegner des Nazi-Regimes starb er im August 1942, tief enttäuscht über die politische Entwicklung in Deutschland, im künstlerischen Exil in Hechendorf bei München.
Als Komponist, der vor allem mit seiner 1920 in Hamburg uraufgeführten Oper Des Kaisers Dichter oder Li-Tai-Pe einen überregionalen Erfolg zu verzeichnen hatte, wurde er einem breiten Publikum bekannt; er komponierte auch Lieder, Kammermusik, Orchesterwerke und Bühnenstücke.

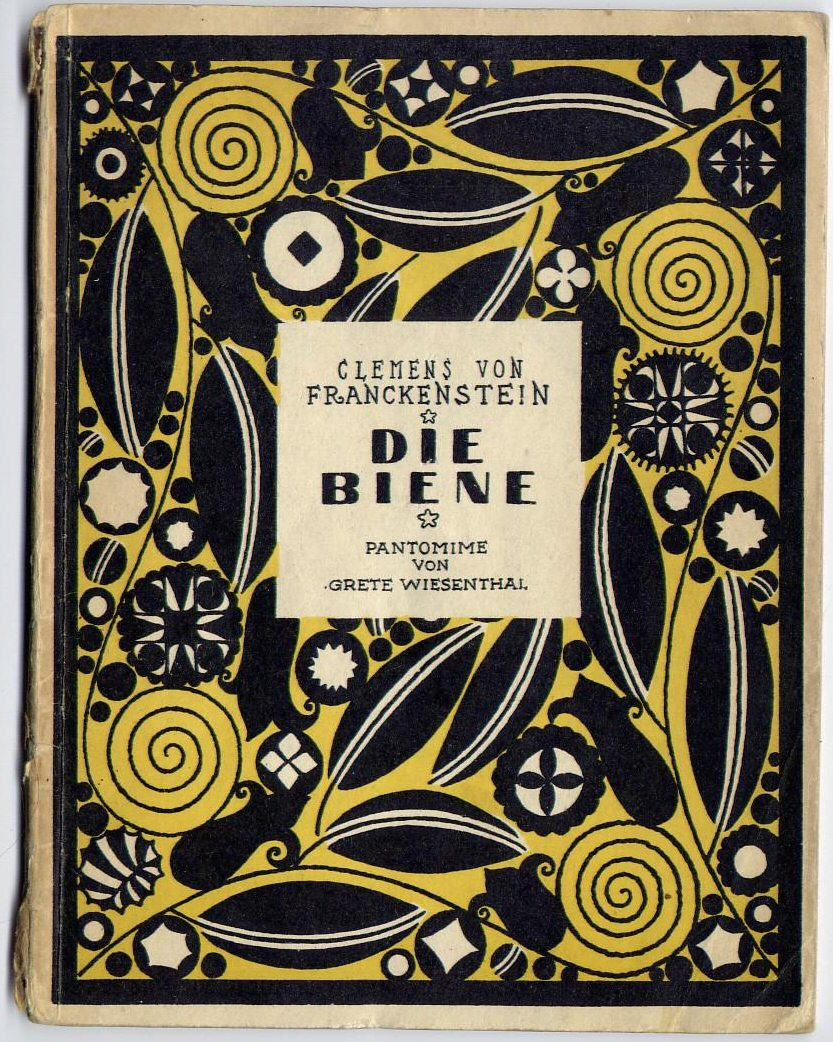
Titelseite Die Biene

## Werke

### Opern
- Griseldis, Oper in 3 Akten op. 6 (Libretto: Oskar F. Mayer; UA: Troppau 1898)
- Fortunatus, Oper in 3 Akten op. 16 (Libretto: Jakob Wassermann)
- Rahab, Oper in 1 Akt op. 32 (Libretto: Oskar F. Mayer; UA: Budapest 1909)
- Die Biene, Pantomime op. 37 (Libretto: Grete Wiesenthal; UA: Darmstadt 1916)
- Li-Tai-Pe (Des Kaisers Dichter), Oper in 3 Akten op. 43 (Libretto: Rudolf Lothar; UA: Hamburg 1920)

### Orchesterwerke

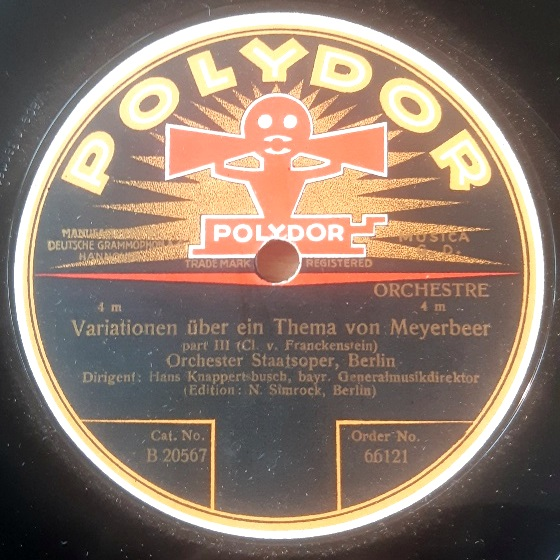
Variationen über ein Thema von G. Meyerbeer, Schallplatte (Berlin 1924)

- Dramatische Ouvertüre für Orchester op. 2
- I. Orchestersuite op. 10
- Symphonische Phantasie für Orchester op. 15
- II. Orchestersuite op. 19
- Serenade für kleines Orchester op. 20
- Salome, Tondichtung op. 22
- Drei kleine Orchesterstücke op. 23
- Prinzessin Brambilla, Phantastische Ouvertüre op. 25
- III. Orchestersuite op. 26
- Lustspiel-Ouvertüre op. 30
- Schauspiel-Ouvertüre op. 31
- Festliche Musik für großes Orchester op. 35
- Variationen über ein Thema von G. Meyerbeer op. 45
- Rhapsodie für Orchester op. 47 (1926)
- Präludium für Orchester op. 50
- Tanzsuite für Orchester (1930)
- Serenade für Orchester (1932)
- Vier Tänze für Orchester op. 52
- Das alte Lied

### Kammermusik
- Variationen für Violine und Klavier op. 3
- Sextett für Horn, Streichquartett und Klavier op. 7
- Streichquartett c-Moll op. 13
- Vier Stücke für Violine und Klavier op. 33
- Arabesken für Klaviertrio op. 36 (1913)
- Phantasie für Flöte und Klavierquartett op. 45a (1922)

### Lieder
79 Lieder und Gesänge (davon 54 mit Klavier, 25 mit Orchester), u. a.:
- Drei Gesänge für eine Singstimme mit Begleitung des Piano-Forte op. 1 (1896)
- Zwei Lieder op. 4 (1900)
- Zwei Lieder op. 5 (1913)
- Drei Gesänge Rautendeleins op. 8
- Vier Gesänge op. 9
- Drei Lieder op. 11 (1913)
- Drei Lieder op. 12
- Drei Lieder op. 14
- Drei Lieder op. 18
- Zwei Gesänge für tiefe Stimme und Orchester op. 24
- Salomons Lied für Bass und Orchester op. 27
- Drei Lieder op. 28
- Drei Gesänge für tiefe Stimme und Orchester op. 34
- Zwei Lieder für hohe Stimme und Orchester op. 38
- Zwei Frühlingslieder op. 39
- Zwei Lieder op. 40
- Zwei Lieder op. 41
- Fünf Gesänge op. 44
- Vier Lieder op. 46